# Anaspis pulicaria
Anaspis pulicaria é uma espécie de insetos coleópteros polífagos pertencente à família Scraptiidae.
A autoridade científica da espécie é Costa, tendo sido descrita no ano de 1854.
Trata-se de uma espécie presente no território português.